# Longnan
Longnan (chiń. 陇南; pinyin Lǒngnán) – miasto o statusie prefektury miejskiej w Chinach, w prowincji Gansu. Prefektura miejska w 1999 roku liczyła 2 606 804 mieszkańców.

## Podział administracyjny
Prefektura miejska Longnan podzielona jest na:
- dzielnicę: Wudu,
- 8 powiatów: Cheng, Dangchang, Kang, Wen, Xihe, Li, Liangdang, Hui.